# Beauvoir (Yonne)
Beauvoir ist eine französische Gemeinde mit 394 Einwohnern (Stand: 1. Januar 2022) im Département Yonne in der Region Bourgogne-Franche-Comté (bis 2015: Burgund). Die Gemeinde gehört zum Arrondissement Auxerre und zum Kanton Cœur de Puisaye (bis 2015: Kanton Toucy). Die Bewohner nennen sich Bellovidériens.

## Geografie
Beauvoir liegt in der Landschaft Puisaye, etwa 18 Kilometer westlich von Auxerre. Umgeben wird Beauvoir von den Nachbargemeinden Égleny im Norden, Lindry im Osten, Pourrain im Süden und Südosten, Parly im Süden und Südwesten sowie Merry-la-Vallée im Westen.

## Bevölkerungsentwicklung
| Jahr                      | 1962 | 1968 | 1975 | 1982 | 1990 | 1999 | 200 | 2013 |
| Einwohner                 | 227  | 204  | 208  | 236  | 287  | 299  | 334 | 363  |
| Quelle: Cassini und INSEE |      |      |      |      |      |      |     |      |

## Sehenswürdigkeiten

Kirche Saint-Barthélemy

- Kirche Saint-Barthélemy